# Pakning
En pakning er en mekanisk tætning, som udfylder mellemrummet mellem to eller flere sammenpassende overflader (fx flangesamlinger), generelt for at forhindre lækage fra eller ind i de sammenføjede genstande, mens de er under kompression. En pakning er et deformerbart materiale, der bruges til at skabe en statisk tætning og vedligeholde denne tætning under forskellige driftsforhold i en mekanisk samling.
Pakninger giver mulighed for "mindre-end-perfekte" matchende overflader på maskindele, hvor de kan udfylde uregelmæssigheder. Pakninger fremstilles almindeligvis ved at skære fra pakningpladematerialer. I betragtning af de potentielle omkostninger og sikkerhedsmæssige konsekvenser af defekte eller utætte pakninger, er det afgørende, at det korrekte pakningsmateriale vælges, så det passer til applikationens behov.